# Fomoria
Fomoria (лат.) — род насекомых из семейства молей-малюток отряда чешуекрылых.

## Распространение
Распространены повсеместно.

## Описание
Воротничок образован редкими волосовидными чешуйками. Передние крылья с четырьмя R: R1, R2+3, R4 и R5 — и одной M. Cu обычно отсутствует. Закрытая ячейка есть. Гениталии самца: ункус есть; корнутусы слабо развиты; эдеагус с многочисленными и крупными отростками. Гениталии самки с сетчатыми сигнами и с различной формы склеритами в дуктусе.

## Экология
Гусеницы являются минёрами листьев различных растений. Мины имеют змеепятновидную форму. Некоторые виды, в отличие от других молей-малюток, окукливаются в мине; остальные окукливаются в почве или подстилке.

## Систематика
В составе рода:
- Fomoria fuliginella Vári, 1947
- Fomoria hypericifolia Inoue et al., 1982
- Fomoria luisae Klimesch, 1977
- Fomoria peiuii Nemes, 1972
- Fomoria septembrella Stainton, 1851
- Fomoria weaveri Stainton, 1855